# Levi Leipheimer
Levi Leipheimer (Butte, Montana, 1973. október 24. –) amerikai országúti kerékpáros. 2012-ben visszavonult a versenyzéstől.

## Karrierje

### Kezdetek
Leipheimer gyerekkorában versenyszerűen síelt, csak 19 éves korában váltott kerékpározásra. 1997-ben lett profi, majd a Saturn csapatánál versenyzett két évig. 2000-ben megnyerte az amerikai időfutam-bajnokságot, majd a US Postal csapata szerződtette.

### 2001–2003
Az áttörés a 2001-es Vueltán jött el. Eredetileg a csapat első számú versenyzőjét, Roberto Herast támogatta. Az utolsó szakasz előtt mindössze pár másodperccel volt lemaradva Herastól. Ez egy egyéni időfutam volt, ahol Leipheimer jól szerepelt, és végül összetettben harmadik lett, megelőzve Herast.
A dobogós Vuelta-szereplés után a holland Rabobank szerződtette, a csapat első számú versenyzőjének. Új csapatával első Tour de France-án a nyolcadik helyen végzett. 2003-ban bukott, és feladni kényszerült a viadalt.

### 2004
Miután Lance Armstrong lemondta a szereplést, az amerikaiakat Leipheimer képviselte az olimpián, ahol végül nem sikerült célba érnie. Ugyanebben az évben a Tour de France-on kilencedik lett.

### 2005
2005-ben megnyerte a Deutschland Tourt 31 másodperccel két hazai versenyző, Jan Ullrich és Georg Totschnig előtt.

### 2006
2006-ban Leipheimer favoritja volt a Tour of Californiának. A prológon meg is szerezte az összetettben élen állónak kijáró arany trikót, ám ezt a harmadik szakaszon Georg Hincapie elvette tőle. A versenyt végül Floyd Landis nyerte, Leipheimer a legjobb hegyi menőnek járó elismerésnek örülhetett.
Ezt követően az év során jó ideig nem versenyzett, legközelebb a Critérium du Dauphiné Libéré nevű versenyen állt rajthoz. A versenyt végül megnyerte, közel két perces előnnyel a második francia Christophe Moreau előtt, ezzel Armstrong óta az első amerikai győztes lett ezen a versenyen. Armstrong 2003-ban diadalmaskodott.
Az ez évi Tour de France-nak nagy reményekkel vágott neki. Miután a legnagyobb sztárokat, mint például Jan Ullrichot vagy Ivan Bassót eltiltották, Armstrong pedig visszavonult, a verseny egyik legnagyobb esélyesévé lépett elő. A remények a hetedik szakaszon foszlottak szét, amikor öt perces hátrányt szedett össze az élmezőnyhöz képest. A tizenegyedik szakaszon azonban, melyet öt komoly emelkedő nehezített, a második helyen végzett, rengeteget ledolgozott hátrányából. Ezen a szakaszon egyébként a második helyen végzett Gyenyisz Menysovval és Floyd Landisszel azonos idővel. A verseny befejeztével végül 12. lett, mintegy 18 és fél perccel lemaradva a győztes Óscar Pereiro mögött.

### 2007
2007-ben visszatért korábbi csapatához, melynek ekkor már Discovery Channel volt a neve (A US Postallal 2005-ben lejárt a szerződés). Ebben az évben, karrierje során először, sikerült megnyernie a Tour of Californiát, miután megnyerte a prológot, majd az ötödik szakaszt is. Ötödik szakaszon aratott győzelmével vette át a vezetést összetettben, amit aztán már át sem engedett másnak.
A Párizs–Nizza versenyen Alberto Contador segítője volt, aki nyerni is tudott. A Tour de France-on addigi legjobb eredményét sikerült elérnie. A versenyt a harmadik helyen zárta, 31 másodperccel lemaradva Contador mögött. Megnyerte a 19. szakaszt, a verseny utolsó egyéni időfutamát.
Év végén a csapat megszűnt, így Leipheimer ismét csapat nélkül maradt.

### 2008
2008-ra John Bruyneel segítségével az Astanához került. A Tour de France-on a csapat többi tagjához hasonlóan nem indult, miután doppingbotrányok miatt megtiltották az Astanának a versenyen való szereplést. A Tour of Californián folytatta jó szereplését, ebben az évben is sikerült megnyernie. Az olimpián bronzérmet szerzett az egyéni időfutam során. A 2008-as Vueltán mindkét időfutamot megnyerte, rövid ideig az arany trikót is viselhette.

### 2009
Leipheimer a 2009-es évet a Tour of California megnyerésével indította, immár zsinórban harmadszor. Ezen a versenyen Armstrong az ő segítőjeként versenyzett.
Az ez évi Tour gyorsan véget ért számára, ugyanis a 12. szakaszon csuklótörést szenvedett. A verseny feladása előtt negyedik helyen állt összetettben.

## Főbb győzelmei
| 1998 – Saturn Tour de Beauce - győztes 1999 – Saturn Amerikai időfutam-bajnokság - győztes Tour de Beauce - győztes Pánamerikai játékok - második 2000 – US Postal Circuit Franco-Belge - győztes 2001 – US Postal Vuelta a España - harmadik Vuelta a Castilla y León - harmadik Redlands Classic - győztes, legjobb hegyi menő 2002 – Rabobank Route du Sud - győztes Tour de France - nyolcadik 2004 – Rabobank Setmana Catalana - győztes Tour de France - kilencedik 2005 – Gerolsteiner Deutschland Tour - győztes legjobb hegyi menő Tour de Georgia - második Dauphiné Libéré - harmadik (A 3. és 4. szakasz idején) - összetett első (maillot jaune et bleu) (A 4. és 5. szakasz idején) - legjobb sprinter (maillot vert) Tour de France - hatodik | 2006 – Gerolsteiner Dauphiné Libéré - győztes (maillot jaune et bleu) Deutschland Tour - második Tour of California - hatodik Legjobb hegyi menő, orange jersey prológ győztese; golden jersey Tour de France - 12. helyezett legagresszívabb versenyző, Tour de France 2007 – Discovery USA Cycling Professional Tour - győztes Tour of California - győztes prológ győztese Copperopolis Road Race - győztes USPRO amerikai bajnokság - győztes Deutschland Tour - második Tour de France - harmadik 2008 – Astana Tour of California - győztes Tour de Georgia - harmadik Dauphiné Libéré - harmadik Olimpia - bronzérmes Clásica a los Puertos de Guadarrama - győztes Vuelta a España - második 2008-as országúti kerékpáros világbajnokság - negyedik 2009 – Astana Tour of California - győztes Vuelta a Castilla y León - győztes Giro d’Italia - hatodik |